# Blue Cheer (álbum)
Blue Cheer es el cuarto álbum de la banda de rock Blue Cheer, lanzado en diciembre de 1969 por Philips Records. Es el primer álbum que dejó de contar con sus miembros originales a excepción de Dickie Peterson, pasando a integrarse plenamente ya no como un power trio sino como un cuarteto al estar conformado por del guitarrista Bruce Stephens, el teclista Ralph Burns Kellogg (que ya venían de perticipar en el disco New! Improved!) y completando la alineación con el baterista Norman Mayell en reemplazo de Paul Whaley, quien abandonó a Blue Cheer poco después del lanzamiento de New! Improved! a causa de la inestabilidad de la banda frente a los problemas que estaban atravesando en cuanto a la formación, la dirección y el estilo musical.
La portada del disco estuvo a cargo de John Craig y Baron Wolman y consiste en una fotografía adornada con la ilustración de una marquesina que muestra a Bruce Stephens, Ralph Burns Kellogg, Dickie Peterson y Norman Mayell en ese orden. Originalmente el disco no tendría título, sin embargo Eric Albronda (baterista fundador y posterior productor de la banda) decidió que se pusiera sobre la marquesina el nombre de la banda, haciendo que el nombre del álbum fuese al mismo tiempo su homónimo.
Blue Cheer es un álbum que se aleja por completo de la esencia musical original que tenían en 1968, abandonando los elementos pesados y psicodélicos y disminuyendo la influencia del blues para completar la transición hacia el folk rock que había comenzado desde New! Improved! tras la llegada de Bruce Stephens a la banda, quien llegó a tomar buena parte del control creativo y se desempeñó como la voz principal en casi la mitad del álbum original, convirtiéndose en un disco que poco o nada conservó del "Blue Cheer" de antaño.

## Listado de canciones

### Lado A
| N.º   | Título                                       | Escritor(es)                | Duración |  |
| 1.    | «Fool»                                       | G. L. Yoder, G. R. Grelecki | 3:31     |  |
| 2.    | «You're Gonna Need Someone»                  | Stephens, Mayell            | 3:32     |  |
| 3.    | «Hello L.A., Bye-Bye Birmingham»             | Delaney Bramlett, Mac Davis | 3:31     |  |
| 4.    | «Saturday Freedom»                           | Bruce Stephens              | 5:55     |  |
| 5.    | «Ain't That The Way (Love's Supposed To Be)» | Peterson, Kellogg           | 3:10     |  |
| 19:39 |                                              |                             |          |  |

### Lado B
| N.º   | Título                 | Escritor(es)                | Duración |  |
| 6.    | «Rock And Roll Queens» | Peterson, Kellogg           | 2:42     |  |
| 7.    | «Better When We Try»   | Ralph Burns Kellogg         | 2:48     |  |
| 8.    | «Natural Man»          | Peterson, Kellogg           | 3:35     |  |
| 9.    | «Lovin' You's Easy»    | Bruce Stephens              | 3:59     |  |
| 10.   | «The Same Old Story»   | G. L. Yoder, G. R. Grelecki | 4:12     |  |
| 17:16 |                        |                             |          |  |

### Bonus tracks, serie Do It Rock 2007
| N.º  | Título                        | Escritor(es)                | Duración |  |
| 11.  | «All Night Long»              | Ralph Burns Kellogg         | 2:06     |  |
| 12.  | «Fortunes»                    | Dickie Peterson             | 2:20     |  |
| 13.  | «Fool (single)»               | G. L. Yoder, G. R. Grelecki | 2:55     |  |
| 14.  | «Ain't That The Way (single)» | Peterson, Kellogg           | 2:38     |  |
| 9:59 |                               |                             |          |  |

## Personal
- Dickie Peterson – Bajo eléctrico, canto (temas 1, 3, 5, 6, 8, 10-14)
- Bruce Stephens – Guitarra eléctrica, coros, canto (temas 2, 4, 7, 9)
- Norman Mayell – Batería, percusión
- Ralph Burns Kellogg – Teclados

## Otros créditos
Arte y diseño
- John Craig
- Richard Germinaro

Fotografía
- Baron Wolman